# Mamontovaïa Kouria
Mamontovaïa Kouria (en russe : Мамонтовая курья, « la courbe du mammouth ») est un site paléolithique qui se trouve à proximité de l'Oussa, dans la République des Komis, à l'Ouest de l'Oural, dans le Nord de la Russie d'Europe.

## Vestiges
Le site a livré des vestiges lithiques, des ossements animaux et une défense de mammouth portant des traces anthropiques.

## Datation
Il s'agit de la plus ancienne preuve connue de présence humaine à une telle latitude. Le site a été occupé il y a environ 40 000 ans et correspond soit à l'occupation la plus septentrionale connue de l'Homme de Néandertal, soit à une arrivée très ancienne dans cette région de l'Homme moderne.